# Atlas Lingüístico de la Península Ibérica
L'Atlas lingüístico de la Península Ibérica (ALPI) és el primer atles lingüístic d'abast supraestatal que es feu a la península Ibèrica i que dissortadament roman gairebé inèdit avui (només se n'ha publicat un volum fins ara). La idea de l'atles es deu al lingüista i filòleg espanyol Ramón Menéndez Pidal. Així es van fer més de 800 enquestes a tot l'Estat (i també a localitats de l'altra banda de les fronteres com per exemple a Catalunya del Nord) sota la direcció de Tomás Navarro Tomás. Els seus col·laboradors i investigadors van ser Aurelio M. Espinosa junior, Luís F. Lindley Cintra, Aníbal Otero, Lorenzo Rodríguez-Castellano i per la part de llengua catalana: Francesc de Borja Moll i Manuel Sanchis Guarner. Les enquestes es van fer majoritàriament entre 1931 i 1935; la resta fou completada entre 1947 i 1957.
Aquesta obra es va trobar després ocultada per l'arribada de la Guerra Civil i després la censura del franquisme. Navarro Tomás, que es va haver d'exiliar, es va endur amb ell els quaderns amb les dades de les enquestes, que només tornarien a l'Estat espanyol el 1951. Es publicà un primer volum dedicat a la fonètica el 1962.

## La recuperació de les enquestes
Després de la publicació del primer volum, l'obra va caure a l'oblit fins a la recuperació dels quaderns, escampats a indrets diversos, pel lingüista canadenc de la Universitat de l'Ontario Occidental: David Heap entre 1999 i 2001.

## L'ALPI a Internet
El professor Heap ha iniciat un projecte de digitalització de les enquestes de l'ALPI permetent així la divulgació i l'anàlisi de la feina acomplerta per tots els lingüistes anteriors.
Així mateix, Vicent Garcia Perales (autor d'una tesi sobre l'ALPI valencià) actualitza informació sobre aquest projecte desgraciat en el blog.

## Epistolari de l'ALPI (història interna)
Santi Cortés Carreres i Vicent García Perales publiquen en 2009 (PUV) la correspondència entre les persones implicades en el projecte de l'ALPI, en el llibre:
CORTÉS, Santi – Vicent GARCIA PERALES (2009): La historia interna del Atlas Lingüístico de la Península Ibérica (ALPI). Correspondencia (1910-1976), Valencia, Publicacions de la Universitat de València.
La publicació coincideix amb la commemoració dels 125 anys del naixement i 30 de la mort de Tomás Navarro Tomás.